# 迷宫球

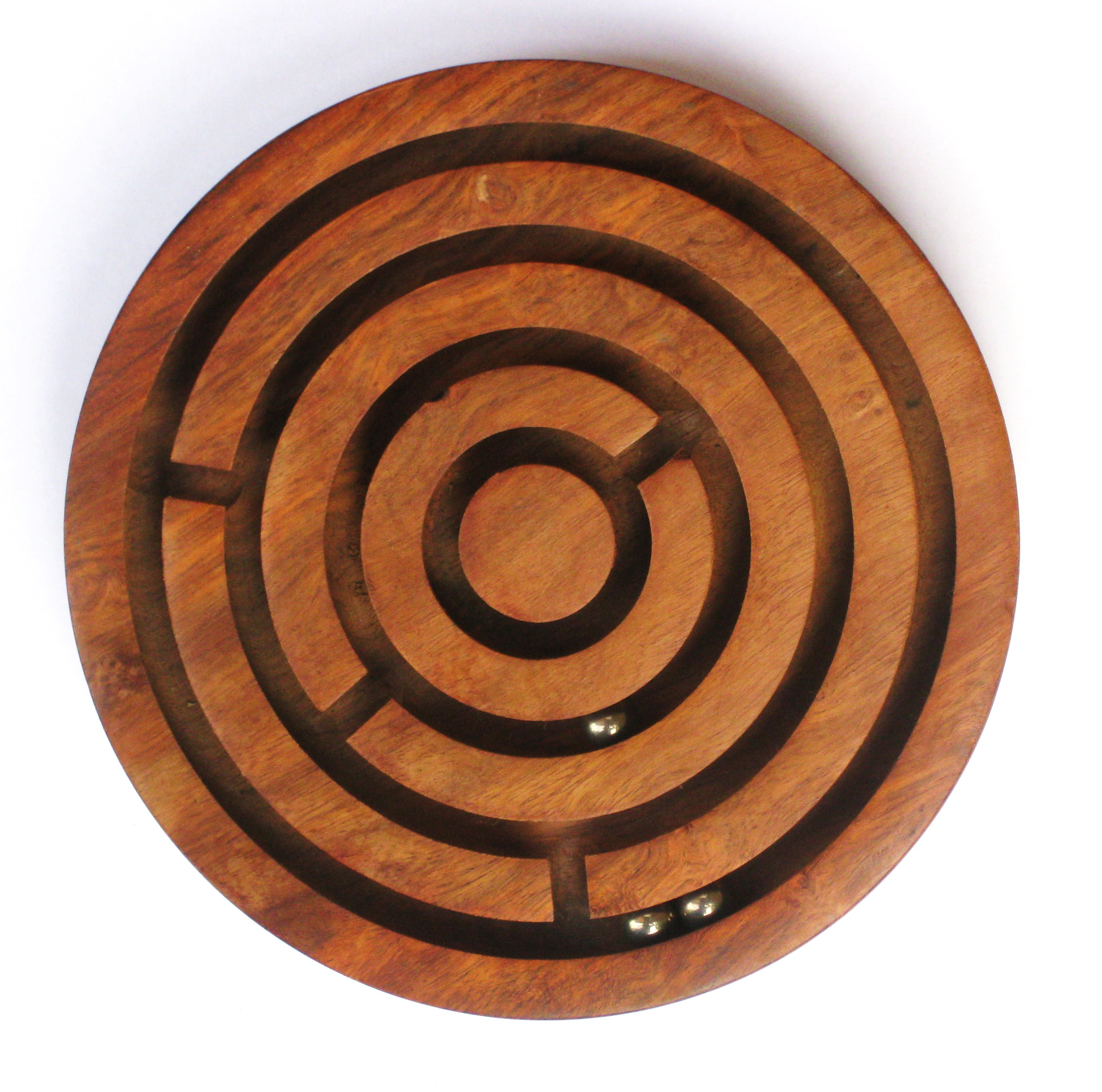
一个木制迷宫球

球迷宫谜题是一種機械智力玩具，這種玩具由迷路園以及一个或多个球組成，玩家需要將迷路園中的球移動到目的地。1889年2月中旬至5月间，迷宫球一度在美国非常流行。 